# 锡塞
锡塞（法語：Cissé，法語發音：[sise]）是法国新阿基坦大区维埃纳省的一个市镇，属于普瓦捷区。

## 地理
锡塞（46°38'42"N, 0°13'40"E）面积16.92 平方千米，位于法国新阿基坦大区维埃纳省，该省份为法国中西部省份，北起曼恩-卢瓦尔省和安德尔-卢瓦尔省，西接德塞夫勒省，南至夏朗德省，东南接上维埃纳省，东临安德尔省。
与锡塞接壤的市镇（或旧市镇、城区）包括：阿旺通、米涅-欧桑斯、讷维尔德普瓦图、坎赛、武耶、伊韦尔赛。

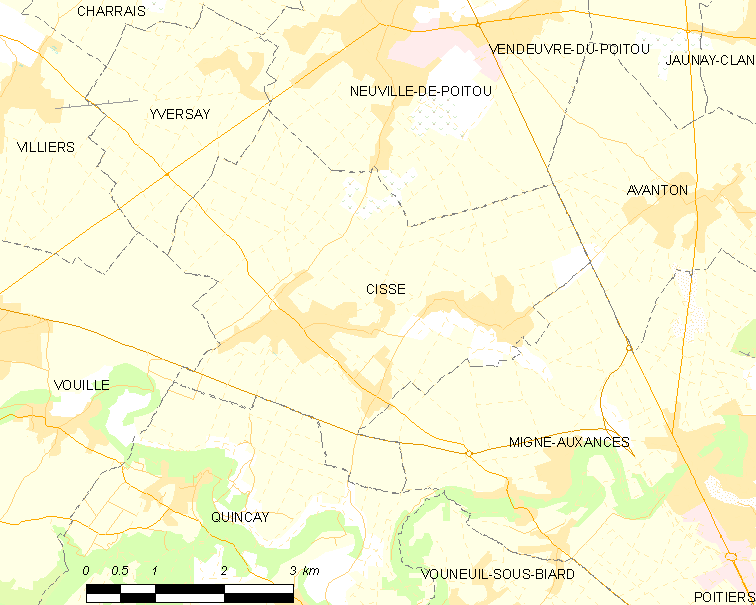
锡塞的OSM定位图

锡塞的时区为UTC+01:00、UTC+02:00（夏令时）。

## 行政
锡塞的邮政编码为86170，INSEE市镇编码为86076。

## 政治
锡塞所属的省级选区为米涅-欧桑斯县。

## 人口

1962-2008年间锡塞人口变化图示

锡塞于2022年1月1日时的人口数量为2875人。